# Kaim
Kaim (Kajim, Cayn) († 1194), OPraem, byl 10. olomoucký biskup.
Původně premonstrát strahovské kanonie, kterého dne 10. července 1186 jmenoval biskupem moravský markrabě Konrád Ota. Ten si tak uzurpoval právo obsazovat biskupský stolec v Olomouci, které až dosud náleželo pražskému knížeti.
Biskup Kaim se do historie zapsal jako štědrý prelát, zejména ve vztahu k sirotkům. Laskavě hostil kanovníky i všechny duchovní, kteří ho navštívili. Velkou péči věnoval liturgii a proslul jako vynikající zpěvák, jehož hlas nazývali současníci „Boží polnicí“ nebo „hlasem andělů“. Zemřel 12. ledna 1194.